# کوتووک
کوتووک (به لهستانی:  Kotówek) یک روستا در لهستان است که در گمینا یدوابنه واقع شده‌است.
 کوتووک  ۷۰ نفر جمعیت دارد.